# Dracaena siamica
Dracaena siamica är en sparrisväxtart som beskrevs av Henry Nicholas Ridley. Dracaena siamica ingår i släktet dracenor, och familjen sparrisväxter. Inga underarter finns listade i Catalogue of Life.